# Juz Aleskovszkij
Juz Aleskovszkij (Ioszif Jefimovics Aleskovszkij, oroszul: Иосиф Ефимович Алешковский) (Krasznojarszk, 1929. szeptember 21. – Tampa, Florida, 2022. március 21. vagy előtte) orosz író, költő, dalszerző és énekes, 1979-ben az Egyesült Államokba emigrált.

## Életpályája
Apja hivatásos katonatiszt volt. A család 1940-ben Moszkvába költözött, Aleskovszkij itt kezdett iskolába járni. Rossz tanuló volt, egyszer még évet is kellett ismételnie. A II. világháború idején a családot Omszkba evakuálták, majd visszatértek Moszkvába. 1947-től katonaéveit a Csendes-óceáni flottánál töltötte, ahol egy kihágás miatt (állami gépkocsi önkényes elvétele) 4 évre elítélték. Nem politikai fogolyként járta meg a munkatábort, 1953-ban szabadult. 
A lágerben kezdett dalokat írni. 1955-től Moszkvában építkezéseken dolgozik, sofőrködik. Az 1950-es évektől kezdve az egész ország megismeri lágerdalai révén, holott ezek előadására nyilvánosan nem kerülhetett sor, szövegei szamizdatként terjedtek. Mindeközben gyermekkönyveket kezd publikálni, számos film forgatókönyvét jegyzi. 1965-től tekinthető hivatásos írónak.
1979-ben egy nevezetes szamizdat kötet, a (mindössze 12 példányban legépelt) Metropol Almanachban való részvétele miatt emigrációba kényszerült. Az USA-béli Haddamban élt (Connecticut állam). Regényeit orosz nyelven írta.

## Dalai
Leghíresebb szerzeménye a Továriscs Sztálin (Товарищ Сталин, hivatalos címén Песня о Сталине), azaz Sztálin elvtárs (Dal Sztálinról), az 1960-as években valóságos ifjúsági himnusszá vált, folklorizálódott, szövegében kisebb-nagyobb változatokkal terjedt a Szovjetunióban. Az egész ország énekelte, miközben hivatalosan nem adták közre ("csak az nem ismerte, aki nem akarta"). 
Bratka László fordításában:

Dal Sztálinról
Sztálin elvtárs, ön tudósok gyöngye –
a nyelvészetben is mire vitte, ím.
Én meg – munkatáborba söpörve,
és ordas farkasok az elvtársaim.

Elhurcoltak, de miért, mivégre?
Csak az éltet, hogy az igazság tündököl.
Elhurcoltak Turuhán-vidékre,
a cár alatt itt szokott volt ülni ön.

Minden bűnt elvállaltunk, sok marha,
és idehajtottak fegyverek alatt.
Hittünk önben – csak ez sodort bajba,
ezt mondja a történelmi tapasztalat.

Most aztán ülhetek táborba hajtva,
ahol az őrök, akár a vérebek.
Azért ülök – kétely kibe marna –,
mert az osztályharc megint élesedett.

Hajtanak sárban, hajtanak fagyban,
robotolni hajnaltól... másnap hajnalig.
Az ordas fagy a csontomig marna,
ha szikrából lángot ön nem álmodna itt.

Nehéz lehet önnek, mindennel törődve
a világon, sivár éjszakai órákon át,
a kremli dolgozószobában járkálva
örök éberséggel színi a pipát.

Keresztünket hazugság lőcsölte
ránk, viszont sírig cipeljük – a semmiért.
Kivágott faként a priccsre dőlve,
kit sem kerül az álom, mint a vezért.

Csak önt látjuk, ahogy pártaktivista
köpenyben-sapkában a dísztribünre áll.
Az ön módjára – tarra csupaszítva –,
irtjuk az erdőt: sivár a láthatár.

Tegnap tettük két marxistánkat sírba
vörös zászlóba burkolván testüket.
Az egyik jobbra tért – vádlója írta –,
a másik ügyét csak elcseszte a testület.

„Vizsgáltassék felül az ügye!
– az utóbbi így végrendelkezett.
– Sztálin tudja, Sztálin nem gügye!" –
mondta és örökre elcsendesedett.

Ezer évig szálljon pipája füstje,
Sztálin elvtárs, én forduljak fel itt,
és sarló egyelje, kalapács üsse
Dalos György fordításában:

Sztálin elvtárs…

Sztálin elvtárs, Ön nagyszerű tudósnak, 
nyelvtudományban legjobb s legnagyobb. 
Én egyszerű szovjet fogoly vagyok csak, 
barátaim a brjanszki farkasok. 
Két marxistát temettünk tegnap, sajna 
a vörös bársony ezúttal elmaradt. 
Az egyikük az mindig balra hajlott, 
a másik nem hajlott és úgy maradt. 
Önt múzeummal ünnepelte Moszkva, 
Fel, Iszakovszkij, dicshimnuszt hamar! 
Derék barátunk, Mandelstam, az Oszka, 
a kályhatűznél Petrarcát szaval. 
Ülök a csendes turuháni tájon, 
itt raboskodott, mondják, egykor Ön. 
Itt csiholta a szikrából a lángot. 
Én melegszem a tűznél. Köszönöm!

Sztálin elvtárs, Ön nagyszerű tudósnak, 
nyelvtudományban is mindentudó. 
Én egyszerű szovjet fogoly vagyok csak, 

## Műve magyarul
- A kenguru; ford., utószó M. Nagy Miklós, jegyz. Zappe László; Európa, Bp., 1992 (Modern könyvtár)